# Lista celor mai mari lacuri de acumulare din lume

Lacul Kariba de pe fluviul Zambezi, la granița dintre Zambia și Zimbabwe, cel mai mare (ca volum) lac artificial din lume

Lista celor mai mari lacuri de acumulare din lume clasifică rezervoarele de apă situate în amonte de un baraj, în funcție de volumul și suprafața acestora. Un rezervor este o depresiune de teren amenajată spre a colecta apele de pe un anumit teritoriu, pentru a fi folosite în scopuri tehnice.
Scopul amenajării lacurilor artificiale este de asigurare a apei necesară alimentării centralelor hidroelectrice, dar și ca măsură de regularizare a apelor de suprafață pentru prevenirea inundațiilor și asigurarea apei pentru irigații în perioadele secetoase. 
De exemplu, în Thailanda, numeroase lacuri de acumulare au rolul de stocare a apei din sezonul ploios pentru a preveni inundațiile, urmând ca aceasta să fie eliberată în sezonul secetos pentru irigarea culturilor de orez. În cazul acestui tip de lac de acumulare, aproape întregul volum al rezervorului poate fi utilizat. Pe de altă parte, în cazul generării de energie electrică în hidrocentrale, este necesar ca unul sau mai multe baraje să asigure acumularea unui anumit volum de apă înainte de a putea începe producția de electricitate. Pentru acest tip de rezervor, doar o mică parte din volumul de apă reținut în spatele barajului este volum util.
Lacurile de acumulare sunt amenajate în mod convențional prin bararea unui curs de apă la ieșirea dintr-un defileu sau dintr-o vale, pentru a se forma un lac. Cel mai mare de acest tip este Lacul de acumulare Volta din Ghana, cu o suprafață de 8.502 km2. Rezervoarele de apă pot fi formate și prin bararea cursurilor de apă de intrare sau ieșire ale lacurilor naturale pentru a se asigura reglarea nivelului apei din lac, cum ar fi cazul barajului Nalubaale situat la granița dintre Kenya, Tanzania și Uganda (pe Nilul Alb care izvărăște din Lacul Victoria) și barajul Irkuțk din Rusia (pe râul Angara care izvorăște din Lacul Baikal). Acest tip de lacuri de acumulare este indicat în tabel printr-un fundal de culoare albastru deschis.
Nu există o legătură directă între locurile ocupate de un lac de acumulare în cele două liste, o valoare mare a suprafeței lacului nu presupune neapărat un volum mare al apei stocate, deoarece lacurile cu o suprafață mare tind să fie puțin adânci, precum Lacul de acumulare Brokopondo din Surinam, care are o adâncime medie de doar 13 metri.
Lista include două secțiuni, prima clasifică lacurile de acumulare în funcție de volumul apei, iar a doua în funcție de suprafața lacului. Ordinea este descrescătoare, în funcție de valorile volumului și suprafeței fiecărui lac.

## Lista celor mai mari lacuri de acumulare din lume după volum
| Notă: | Rândurile marcate cu culoare albastru deschis reprezintă lacuri naturale al căror nivel este reglat prin intermediul unor baraje |

| Lac de acumulare | Lac de acumulare | Baraj   | Baraj | Râu/ fluviu        | Țară                 | An   | Volumul lacului de acumulare | Note                    |
| Imagine          | Nume | Imagine | Nume | Râu/ fluviu        | Țară                 | An   | km3                          | Note                    |
|                  | |         | |                    |                      |      |                              |                         |
| ---------------- | --- | ------- | --- | ------------------ | -------------------- | ---- | ---------------------------- | ----------------------- |
|                  | Lacul Kariba (în engleză Lake Kariba) |         | Barajul Kariba (în engleză Kariba Dam)                                                                                          | Zambezi            | Zambia/ · Zimbabwe   | 1959 | 180,6 – 160,3                | [ 2 ] [ 3 ] [ P 1 ]     |
|                  | Lacul Bratsk (în rusă Братское водохранилище, transliterat: Bratskoe vodohranilișce)                                                                              |         | Barajul Bratsk (în rusă Братской плотина, transliterat: Bratskoi plotina)                                                       | Angara             | Rusia                | 1964 | 169 – 169,3                  | [ 2 ] [ 3 ]             |
|                  | Lacul Volta (în engleză Lake Volta) |         | Barajul Akosombo (în engleză Akosombo Dam)                                                                                      | Volta              | Ghana                | 1965 | 150 – 148                    | [ 2 ] [ 3 ] [ P 2 ]     |
|                  | Lacul Manicouagan (în engleză Manicouagan Reservoir) |         | Barajul Daniel-Johnson (în engleză Daniel-Johnson Dam)                                                                          | Manicouagan        | Canada               | 1968 | 141,85 – 141,7               | [ 2 ] [ 3 ]             |
|                  | Lacul Guri (în spaniolă Embalse de Guri) |         | Barajul Guri (în spaniolă Represa del Guri)                                                                                     | Caroní             | Venezuela            | 1986 | 135                          | [ 2 ] [ P 3 ]           |
|                  | Lacul Nasser (în arabă بحيرة ناصر, transliterat: Buhayrat nasir)                                                                                                  |         | Barajul Aswan (în arabă السد العالي, transliterat: Alsadu aleali)                                                               | Nil                | Egipt/ · Sudan       | 1971 | 132                          | [ 4 ]                   |
|                  | Lacul Millennium (în amharică ሚሊኒየም ማጠራቀሚያ, transliterat: Mīlīnīyemi mat’erak’emīya)                                                                              |         | Marele baraj al renașterii etiopiene (în amharică ታላቁ የኢትዮጵያ ሕዳሴ ግድብ, transliterat: Talak’u ye’ītiyop’iya ḥidasē gidibi)        | Nilul Albastru     | Etiopia              | 2023 | 79 – 74                      | [ 5 ] [ P 4 ]           |
|                  | Lacul Williston (în engleză Williston Lake) |         | Barajul W.A.C. Bennett (în engleză W.A.C. Bennett Dam)                                                                          | Peace River        | Canada               | 1967 | 74,3                         | [ 2 ]                   |
|                  | Lacul Krasnoiarsk (în rusă Красноярское водохранилище, transliterat: Krasnoiarskoe vodohranilișce)                                                                |         | Barajul Krasnoiarsk (în rusă Красноярская плотина, transliterat: Krasnoiarskaia plotina)                                        | Enisei             | Rusia                | 1967 | 73,3                         | [ 2 ] [ 3 ] [ P 5 ]     |
|                  | Lacul Zeia (în rusă Зейское водохранилище, transliterat: Zeiskoe vodohranilișce)                                                                                  |         | Barajul Zeia (în rusă Зейская плотина, transliterat: Zeiskaia plotina)                                                          | Zeia               | Rusia                | 1978 | 68,4                         | [ 2 ] [ 3 ]             |
|                  | Lacul Robert-Bourassa (în engleză Robert-Bourassa Reservoir) |         | Barajul Robert-Bourassa (în engleză Robert-Bourassa Dam)                                                                        | La Grande River    | Canada               | 1981 | 61,71                        | [ 2 ] [ P 6 ]           |
|                  | Lacul La Grande-3 Nord (în engleză La Grande-3 Nord Reservoir) |         | Barajul hidrocentralei La Grande-3 (în engleză La Grande-3 generating station)                                                  | La Grande River    | Canada               | 1981 | 60,02                        | [ 2 ] [ P 7 ]           |
|                  | Lacul Ust-Ilimsk (în rusă Усть-Илимское водохранилище, transliterat: Ust-Ilimskoe vodohranilișce)                                                                 |         | Barajul Ust-Ilimsk (în rusă Усть-Илимская плотина, transliterat: Ust-Ilimskaia plotina)                                         | Angara             | Rusia                | 1977 | 59,3                         | [ 2 ] [ 3 ]             |
|                  | Lacul Boguceansk (în rusă Богучанское водохранилище, transliterat: Boguceanskoe vodohranilișce)                                                                   |         | Barajul Boguceansk (în rusă Богучанская плотина, transliterat: Boguceanskaia plotina)                                           | Angara             | Rusia                | 2012 | 58,2                         | [ 2 ] [ P 8 ]           |
|                  | Lacul Kuibîșev (în rusă Куйбышевское водохранилище, transliterat: Kuibîșevskoe vodohranilișce)                                                                    |         | Barajul hidrocentralei Jiguli (în rusă Жигулёвская плотина, transliterat: Jiguliovskaia plotina)                                | Volga              | Rusia                | 1955 | 58                           | [ 2 ] [ 3 ]             |
|                  | Lacul Cahora Bassa (în portugheză Albufeira de Cahora Bassa) |         | Barajul Cahora Bassa (în portugheză Barragem de Cahora Bassa)                                                                   | Zambezi            | Mozambic             | 1974 | 55,8                         | [ 2 ] [ P 9 ]           |
|                  | Lacul Serra da Mesa (în portugheză Lago de Serra da Mesa) |         | Barajul hidrocentralei Serra da Mesa (în portugheză Usina Hidrelétrica Serra da Mesa)                                           | Tocantins          | Brazilia             | 1998 | 54,4                         | [ P 10 ]                |
|                  | Lacul Caniapiscau (în engleză Caniapiscau Reservoir) |         | Barajul hidrocentralei Brisay (în engleză Brisay generating station)                                                            | Caniapiscau        | Canada               | 1981 | 53,8 – 53,79                 | [ 2 ] [ 3 ] [ P 11 ]    |
|                  | Lacul Bukhtarma (în kazahă Бұқтырма су қоймасы, cu alfabetul chirilic: Buqtırma sw qoyması)                                                                       |         | Barajul hidrocentralei Bukhtarma (în kazahă Бұқтырма су электр станциясы, cu alfabetul chirilic: Buqtırma sw élektr stancïyası) | Irtîș              | Kazahstan            | 1967 | 53 – 49,6                    | [ 2 ] [ 3 ] [ P 12 ]    |
|                  | Lacul Danjiangkou (în chineză: 丹江口水库, transliterat: Dānjiāngkǒu shuǐkù)                                                                                      |         | Barajul Danjiangkou (în chineză: 丹江口水库的大坝, transliterat: Dānjiāngkǒu shuǐkù de dà bà)                                   | Han                | China                | 1962 | 51,6                         | [ 2 ] [ P 13 ]          |
|                  | Lacul Atatürk (în turcă Atatürk Baraj Gölü) |         | Barajul Atatürk (în turcă Atatürk Barajı)                                                                                       | Eufrat             | Turcia               | 1992 | 48,7                         | [ 2 ] [ P 14 ]          |
|                  | Lacul Irkuțk (în rusă Иркутское водохранилище, transliterat: Irkutskoe vodohranilișce)                                                                            |         | Barajul Irkuțk (în rusă Иркутская плотина, transliterat: Irkutskaia plotina)                                                    | Angara             | Rusia                | 1956 | 46                           | [ 2 ] [ P 15 ]          |
|                  | Lacul Tucuruí (în portugheză Lago da hidrelétrica de Tucuruí) |         | Barajul hidrocentralei Tucuruí (în portugheză Usina Hidrelétrica de Tucuruí)                                                    | Tocantins          | Brazilia             | 1984 | 45,54                        | [ 2 ] [ P 16 ]          |
|                  | Lacul Los Barreales (în spaniolă Embalse Los Barreales) |         | Barajul Loma de la Lata (în spaniolă Dique Loma de la Lata)                                                                     | Neuquén            | Argentina            | 1973 | 43,5                         | [ 2 ]                   |
|                  | Lacul Mari Menuco (în spaniolă Embalse Mari Menuco) |         | Barajul hidrocentralei Planicie Banderita (în spaniolă Dique Planicie Banderita)                                                | Neuquén            | Argentina            | 1979 | 43                           | [ 2 ] [ P 17 ]          |
|                  | Proiectul de conservare a apei din Trei Defilee ale fluviului Yangtze (în chineză: 长江三峡水利枢纽工程, transliterat: Chángjiāng sānxiá shuǐlì shūniǔ gōngchéng) |         | Barajul celor Trei Defilee (în chineză: 三峡大坝, transliterat: Sānxiá dà bà)                                                   | Yangtze            | China                | 2009 | 39,3                         | [ 2 ] [ P 18 ]          |
|                  | Lacul Mead (în engleză Lake Mead) |         | Barajul Hoover (în engleză Hoover Dam)                                                                                          | Colorado           | Statele Unite        | 1936 | 37,3                         | [ 2 ] [ P 19 ]          |
|                  | Lacul Barajului Roseires (în arabă بحيرة سد الروصيرص, transliterat: Buhayrat sadi alruwsiras)                                                                     |         | Barajul Roseires (în arabă سد الروصيرص, transliterat: Sadu alruwsirs)                                                           | Nilul Albastru     | Sudan                | 1966 | 36,3 – 7,5                   | [ 2 ] [ P 20 ]          |
|                  | Lacul Viliui (în rusă Вилюйское водохранилище, transliterat: Viliuiskoe vodohranilișce)                                                                           |         | Barajul Viliui (în rusă Вилюйская плотина, transliterat: Viliuiskaia plotina)                                                   | Viliui             | Rusia                | 1967 | 35,9 – 40,4                  | [ 2 ] [ P 21 ]          |
|                  | Lacul Powell (în engleză Lake Powell) |         | Barajul Glen Canyon (în engleză Glen Canyon Dam)                                                                                | Colorado           | Statele Unite        | 1964 | 35,55                        | [ 2 ] [ P 22 ]          |
|                  | Lacul Argyle (în engleză Lake Argyle) |         | Barajul Argyle (în engleză Argyle Dam)                                                                                          | Ord River          | Australia            | 1971 | 35                           | [ 6 ] [ 7 ]             |
|                  | Lacul Nechako (în engleză Nechako Reservoir) |         | Barajul Kenney (în engleză Kenney Dam)                                                                                          | Nechako, Kemano    | Canada               | 1966 | 35                           | [ 2 ] [ P 23 ]          |
|                  | Lacul Sobradinho (în portugheză Lago de Sobradinho) |         | Barajul Sobradinho (în portugheză Barragem de Sobradinho)                                                                       | São Francisco      | Brazilia             | 1979 | 34,1                         | [ 2 ] [ P 24 ]          |
|                  | Lacul Smallwood (în engleză Smallwood Reservoir) |         | Barajul hidrocentralei Churchill Falls (în engleză Churchill Falls Generating Station)                                          | Churchill River    | Canada               | 1971 | 32,64 – 32,32                | [ 2 ] [ P 25 ]          |
|                  | Lacul Winnipeg (în engleză Lake Winnipeg) |         | Barajul Jenpeg (în engleză Jenpeg Dam)                                                                                          | Lacul Winnipeg     | Canada               | 1975 | 31,79                        | [ 2 ] [ P 26 ]          |
|                  | Lacul barajului Keban (în turcă Keban Baraj Gölü) |         | Barajul Keban (în turcă Keban Barajı)                                                                                           | Eufrat             | Turcia               | 1971 | 31,5 – 30,6                  | [ 2 ] [ P 27 ]          |
|                  | Lacul Volgograd (în rusă Волгоградское водохранилище, transliterat: Volgogradskoe vodohranilișce)                                                                 |         | Barajul hidrocentralei Volga (în rusă Волжская ГЭС плотина, transliterat: Voljskaia GIeS plotina)                               | Volga              | Rusia                | 1958 | 31,5                         | [ 2 ] [ P 28 ]          |
|                  | Lacul Saiano-Șușensk (în rusă Саяно-Шушенское водохранилище, transliterat: Saiano-Șușenskoe vodohranilișce)                                                       |         | Barajul hidrocentralei Saiano-Șușensk (în rusă Саяно-Шушенская ГЭС плотина, transliterat: Saiano-Șușenskaia GIeS plotina)       | Enisei             | Rusia                | 1990 | 31,3                         | [ 2 ] [ P 29 ]          |
|                  | Lacul Sakakawea (în engleză Lake Sakakawea) |         | Barajul Garrison (în engleză Garrison Dam)                                                                                      | Missouri           | Statele Unite        | 1953 | 30,22                        | [ 2 ] [ P 30 ]          |
|                  | Lacul Kossou (în franceză Lac de Kossou) |         | Barajul Kossou (în franceză Barrage de Kossou)                                                                                  | Fluviul Bandama    | Coasta de Fildeș     | 1961 | 30 – 27,675                  | [ 2 ] [ P 31 ]          |
|                  | Lacul barajului Iroquois din Canalul St. Lawrence [în engleză Iroquois Reservoir (St. Lawrence Seaway)]                                                           |         | Barajul Iroquois (în engleză Iroquois Dam)                                                                                      | St. Lawrence River | Canada               | 1958 | 29,96                        | [ 2 ]                   |
|                  | Lacul Oahe (în engleză Lake Oahe) |         | Barajul Oahe (în engleză Oahe Dam)                                                                                              | Missouri           | Statele Unite        | 1966 | 29,11                        | [ 2 ] [ P 32 ]          |
|                  | Lacul Itaipu (în portugheză Lago de Itaipu) |         | Barajul hidrocentralei Itaipu (în portugheză Barragem de Itaipu)                                                                | Rio Paraná         | Brazilia/ · Paraguay | 1983 | 29                           | [ 2 ] [ P 33 ] [ P 34 ] |
|                  | Lacul Rîbinsk (în rusă Рыбинское водохранилище, transliterat: Rîbinskoe vodohranilișce)                                                                           |         | Barajul hidrocentralei Rîbinsk (în rusă Рыбинская ГЭС плотина, transliterat: Rîbinskaia GIeS plotina)                           | Volga              | Rusia                | 1947 | 25,4                         | [ I 1 ]                 |
|                  | Lacul Fort Peck (în engleză Fort Peck Lake) |         | Barajul Fort Peck (în engleză Fort Peck Dam)                                                                                    | Missouri           | Statele Unite        | 1930 | 23,1                         | [ P 35 ]                |
|                  | Lacul La Grande 4 (în engleză La Grande 4 Reservoir) |         | Barajul hidrocentralei La Grande 4 (în engleză La Grande-4 generating station)                                                  | La Grande River    | Canada               | 1984 | 19,5                         | [ P 36 ]                |
|                  | Lacul de acumulare Kahovka (în ucraineană Каховське водосховище, transliterat: Kahovske vodoshovîșce)                                                             |         | Barajul hidrocentralei Kahovka (în ucraineană Каховська гідроелектростанція, transliterat: Kahovska hidroelektrostanția)        | Nipru              | Ucraina              | 1956 | 18,2 (0)                     | [ P 37 ]                |
|                  | Proiectul de conservare a apei Sanmenxia (în chineză: 三门峡水利枢纽, transliterat: Sānménxiá shuǐlì shūniǔ)                                                      |         | Barajul Sanmenxia (în chineză: 三门峡大坝, transliterat: Sānménxiá dà bà)                                                       | Fluviul Galben     | China                | 1962 | 16,2                         | [ 2 ] [ 3 ]             |
|                  | Lacul Mingachevir (în azeră Mingəçevir su anbarı) |         | Barajul hidrocentralei Mingachevir (în azeră Mingəçevir SES)                                                                    | Kura               | Azerbaidjan          | 1953 | 15,73                        | [ 8 ]                   |
|                  | Lacul Merowe (în engleză Merowe Reservoir) |         | Barajul Merowe (în engleză Merowe Dam)                                                                                          | Nil                | Sudan                | 2009 | 12,50                        | [ I 2 ]                 |

## Lista celor mai mari lacuri de acumulare din lume după suprafață
| Notă: | Rândurile marcate cu culoare albastru deschis reprezintă lacuri naturale al căror nivel este reglat prin intermediul unor baraje |

| Lac de acumulare                    | Lac de acumulare | Baraj   | Baraj | Râu/ fluviu            | Țară                        | Suprafața lacului de acumulare | Note                                |
| Imagine                             | Nume | Imagine | Nume | Râu/ fluviu            | Țară                        | km2                            | Note                                |
|                                     | |         | |                        |                             |                                |                                     |
| ----------------------------------- | --- | ------- | --- | ---------------------- | --------------------------- | ------------------------------ | ----------------------------------- |
|                                     | Lacul Victoria (în engleză Lake Victoria) |         | Barajul hidrocentralei Nalubaale (în engleză Nalubaale Hydroelectric Power Station)                                             | Nilul Alb              | Kenya/ · Tanzania/ · Uganda | 68.800                         | [ I 3 ] [ 9 ]                       |
|                                     | Lacul Irkuțk – Lacul Baikal (în rusă Иркутское водохранилище—Байкал, transliterat: Irkutskoe vodohranilișce—Baikal)                                               |         | Barajul Irkuțk (în rusă Иркутская плотина, transliterat: Irkutskaia plotina)                                                    | Angara                 | Rusia                       | 31.500                         | [ 10 ]                              |
|                                     | Lacul Winnipeg (în engleză Lake Winnipeg) |         | Barajul Jenpeg (în engleză Jenpeg Dam)                                                                                          | Nelson River           | Canada                      | 23.750                         | [ I 4 ] [ 11 ]                      |
|                                     | Lacul Volta (în engleză Lake Volta) |         | Barajul Akosombo (în engleză Akosombo Dam)                                                                                      | Volta                  | Ghana                       | 8.502                          | [ I 5 ] [ 12 ]                      |
|                                     | Lacul Smallwood (în engleză Smallwood Reservoir) |         | Barajul hidrocentralei Churchill Falls (în engleză Churchill Falls Generating Station)                                          | Churchill River        | Canada                      | 6.475                          | [ I 6 ] [ 13 ]                      |
|                                     | Lacul Kuibîșev (în rusă Куйбышевское водохранилище, transliterat: Kuibîșevskoe vodohranilișce)                                                                    |         | Barajul hidrocentralei Jiguli (în rusă Жигулёвская плотина, transliterat: Jiguliovskaia plotina)                                | Volga                  | Rusia                       | 5.900                          | [ I 7 ] [ 3 ]                       |
|                                     | Lacul Reindeer (în engleză Reindeer Lake) |         | Barajul Whitesand (în engleză Whitesand Dam)                                                                                    | Reindeer River         | Canada                      | 5.650                          | [ I 8 ] [ 14 ]                      |
|                                     | Lacul Bukhtarma (în kazahă Бұқтырма су қоймасы, cu alfabetul chirilic: Buqtırma sw qoyması)                                                                       |         | Barajul hidrocentralei Bukhtarma (în kazahă Бұқтырма су электр станциясы, cu alfabetul chirilic: Buqtırma sw élektr stancïyası) | Irtîș                  | Kazahstan                   | 5.490                          | [ 15 ]                              |
|                                     | Lacul Bratsk (în rusă Братское водохранилище, transliterat: Bratskoe vodohranilișce)                                                                              |         | Barajul Bratsk (în rusă Братской плотина, transliterat: Bratskoi plotina)                                                       | Angara                 | Rusia                       | 5.478                          | [ I 9 ] [ 16 ]                      |
|                                     | Lacul Kariba (în engleză Lake Kariba) |         | Barajul Kariba (în engleză Kariba Dam)                                                                                          | Zambezi                | Zambia/ · Zimbabwe          | 5.400                          | [ I 10 ] [ 17 ]                     |
|                                     | Lacul Nasser (în arabă بحيرة ناصر, transliterat: Buhayrat nasir)                                                                                                  |         | Barajul Aswan (în arabă السد العالي, transliterat: Alsadu aleali)                                                               | Nil                    | Egipt/ · Sudan              | 5.250                          | [ I 11 ] [ 18 ]                     |
|                                     | Lacul Rîbinsk (în rusă Рыбинское водохранилище, transliterat: Rîbinskoe vodohranilișce)                                                                           |         | Barajul hidrocentralei Rîbinsk (în rusă Рыбинская ГЭС плотина, transliterat: Rîbinskaia GIeS plotina)                           | Volga                  | Rusia                       | 4.550                          | [ I 1 ]                             |
|                                     | Lacul Guri (în spaniolă Embalse de Guri) |         | Barajul Guri (în spaniolă Represa del Guri)                                                                                     | Caroní                 | Venezuela                   | 4.250                          | [ 2 ] [ P 3 ]                       |
|                                     | Lacul Sobradinho (în portugheză Lago de Sobradinho) |         | Barajul Sobradinho (în portugheză Barragem de Sobradinho)                                                                       | São Francisco          | Brazilia                    | 4.220                          | [ I 12 ] [ 2 ] [ P 24 ]             |
|                                     | Lacul Volgograd (în rusă Волгоградское водохранилище, transliterat: Volgogradskoe vodohranilișce)                                                                 |         | Barajul hidrocentralei Volga (în rusă Волжская ГЭС плотина, transliterat: Voljskaia GIeS plotina)                               | Volga                  | Rusia                       | 3.120                          | [ I 13 ] [ 2 ] [ P 28 ]             |
|                                     | Lacul Caniapiscau (în engleză Caniapiscau Reservoir) |         | Barajul hidrocentralei Brisay (în engleză Brisay generating station)                                                            | Caniapiscau            | Canada                      | 2.893                          | [ I 14 ] [ 2 ] [ 3 ] [ P 11 ]       |
|                                     | Lacul Robert-Bourassa (în engleză Robert-Bourassa Reservoir) |         | Barajul Robert-Bourassa (în engleză Robert-Bourassa Dam)                                                                        | La Grande River        | Canada                      | 2.815                          | [ 19 ]                              |
|                                     | Lacul Cahora Bassa (în portugheză Albufeira de Cahora Bassa) |         | Barajul Cahora Bassa (în portugheză Barragem de Cahora Bassa)                                                                   | Zambezi                | Mozambic                    | 2.739                          | [ I 15 ] [ 2 ] [ P 9 ]              |
|                                     | Lacul Țimleansk (în rusă Цимлянское водохранилище, transliterat: Țimleanskoe vodohranilișce)                                                                      |         | Barajul hidrocentralei Țimleansk (în rusă Цимлянская ГЭС плотина, transliterat: Țimleanskaia GIeS plotina)                      | Râul Don               | Rusia                       | 2.702                          | [ I 16 ] [ 20 ]                     |
|                                     | Lacul Tucuruí (în portugheză Lago da hidrelétrica de Tucuruí) |         | Barajul hidrocentralei Tucuruí (în portugheză Usina Hidrelétrica de Tucuruí)                                                    | Tocantins              | Brazilia                    | 2.430                          | [ I 17 ] [ 2 ] [ P 16 ]             |
|                                     | Lacul La Grande-3 (în engleză La Grande-3 Reservoir) |         | Barajul hidrocentralei La Grande-3 (în engleză La Grande-3 generating station)                                                  | La Grande River        | Canada                      | 2.420                          | [ I 18 ] [ 21 ]                     |
|                                     | Lacul Kaptai (în bengaleză কাপ্তাই হ্রদ, transliterat Kāptā'i hrada)                                                                                                  |         | Barajul Kaptai (în bengaleză কাপ্তাই বাঁধ, transliterat Kāptā'i bām̐dha)                                                              | Fluviul Karnaphuli     | Bangladesh                  | 2.399                          | [ 22 ]                              |
|                                     | Lacul Balbina (în portugheză Lago de Balbina) |         | Barajul hidrocentralei Balbina (în portugheză Usina Hidrelétrica de Balbina)                                                    | Uatumã                 | Brazilia                    | 2.360                          | [ I 19 ] [ P 16 ]                   |
|                                     | Proiectul de conservare a apei Sanmenxia (în chineză: 三门峡水利枢纽, transliterat: Sānménxiá shuǐlì shūniǔ)                                                      |         | Barajul Sanmenxia (în chineză: 三门峡大坝, transliterat: Sānménxiá dà bà)                                                       | Fluviul Galben         | China                       | 2.350                          | [ 2 ] [ 3 ]                         |
|                                     | Lacul Boguceansk (în rusă Богучанское водохранилище, transliterat: Boguceanskoe vodohranilișce)                                                                   |         | Barajul Boguceansk (în rusă Богучанская плотина, transliterat: Boguceanskaia plotina)                                           | Angara                 | Rusia                       | 2.326                          | [ 2 ] [ P 8 ]                       |
| Port Primavera(Sergio) Dam 1987.jpg | Lacul Sérgio Motta (în portugheză Lago de Sérgio Motta) |         | Barajul hidrocentralei Sérgio Motta (în portugheză Usina Hidrelétrica Engenheiro Sérgio Motta)                                  | Rio Paraná             | Brazilia                    | 2.250                          | [ I 20 ]                            |
|                                     | Lacul de acumulare Kremenciug (în rusă Кременчугское водохранилище, transliterat: Kremenciugskoe vodohranilișce)                                                  |         | Barajul hidrocentralei Kremenchuk (în rusă Кременчугская ГЭС, transliterat: Kremenciugskaia GIeS)                               | Nipru                  | Ucraina                     | 2.250                          | [ I 21 ]                            |
|                                     | Lacul Ust-Hantaisk (în rusă Хантайское водохранилище, transliterat: Hantaiskoe vodohranilișce)                                                                    |         | Barajul hidrocentralei Ust-Hantaiskaia (în rusă Усть-Хантайская ГЭС, transliterat: Ust-Hantaiskaia GIeS)                        | Râul Hantaika          | Rusia                       | 2.230                          | [ 23 ]                              |
|                                     | Lacul Viliui (în rusă Вилюйское водохранилище, transliterat: Viliuiskoe vodohranilișce)                                                                           |         | Barajul Viliui (în rusă Вилюйская плотина, transliterat: Viliuiskaia plotina)                                                   | Viliui                 | Rusia                       | 2.170                          | [ I 22 ] [ 2 ] [ P 21 ]             |
|                                     | Lacul Argyle (în engleză Lake Argyle) |         | Barajul Argyle (în engleză Argyle Dam)                                                                                          | Ord River              | Australia                   | 2.072                          | [ 6 ] [ 7 ]                         |
|                                     | Lacul Krasnoiarsk (în rusă Красноярское водохранилище, transliterat: Krasnoiarskoe vodohranilișce)                                                                |         | Barajul Krasnoiarsk (în rusă Красноярская плотина, transliterat: Krasnoiarskaia plotina)                                        | Enisei                 | Rusia                       | 2.000                          | [ I 23 ] [ 2 ] [ 3 ] [ P 5 ] [ 24 ] |
|                                     | Lacul Manicouagan (în engleză Manicouagan Reservoir) |         | Barajul Daniel-Johnson (în engleză Daniel-Johnson Dam)                                                                          | Manicouagan            | Canada                      | 1.950                          | [ I 24 ]                            |
|                                     | Lacul Ust-Ilimsk (în rusă Усть-Илимское водохранилище, transliterat: Ust-Ilimskoe vodohranilișce)                                                                 |         | Barajul Ust-Ilimsk (în rusă Усть-Илимская плотина, transliterat: Ust-Ilimskaia plotina)                                         | Angara                 | Rusia                       | 1.920                          | [ I 25 ] [ 2 ] [ 3 ]                |
|                                     | Lacul Kama (în rusă Камское водохранилище, transliterat: Kamskoe vodohranilișce)                                                                                  |         | Barajul hidrocentralei Kama (în rusă Камская ГЭС плотина, transliterat: Kamskaia GIeS plotina)                                  | Kama                   | Rusia                       | 1.910                          | [ I 26 ]                            |
|                                     | Lacul Kapșagai (în kazahă Қапшағай су қоймасы, cu alfabet latin: Qapşağai su qoimasy)                                                                             |         | Barajul hidrocentralei Kapșagai (în rusă Саратовская ГЭС, transliterat: Saratovskaia GIeS)                                      | Râul Ili               | Kazahstan                   | 1.850                          | [ I 27 ]                            |
|                                     | Lacul Saratov (în rusă Саратовское водохранилище, transliterat: Saratovskoe vodohranilișce)                                                                       |         | Barajul hidrocentralei Saratov (în rusă Саратовская ГЭС, transliterat: Saratovskaia GIeS)                                       | Volga                  | Rusia                       | 1.830                          | [ I 28 ]                            |
|                                     | Lacul Williston (în engleză Williston Lake) |         | Barajul W.A.C. Bennett (în engleză W.A.C. Bennett Dam)                                                                          | Peace River            | Canada                      | 1.779                          | [ I 29 ] [ 2 ] [ 25 ]               |
|                                     | Lacul Sakakawea (în engleză Lake Sakakawea) |         | Barajul Garrison (în engleză Garrison Dam)                                                                                      | Missouri               | Statele Unite               | 1.539                          | [ 2 ] [ P 30 ] [ 26 ]               |
|                                     | Lacul Oahe (în engleză Lake Oahe) |         | Barajul Oahe (în engleză Oahe Dam)                                                                                              | Missouri               | Statele Unite               | 1.515                          | [ 2 ] [ P 32 ] [ 26 ]               |
|                                     | Lacul Brokopondo (în neerlandeză Brokopondostuwmeer) |         | Barajul Afobaka (în neerlandeză Afobakadam)                                                                                     | Râul Surinam           | Surinam                     | 1.500                          | [ 27 ]                              |
|                                     | Lacul Furnas (în portugheză Lago de Furnas) |         | Barajul Furnas (în portugheză )                                                                                                 | Rio Grande (Paraná)    | Brazilia                    | 1.440                          | [ 28 ]                              |
|                                     | Lacul Itaipu (în portugheză Lago de Itaipu) |         | Barajul hidrocentralei Itaipu (în portugheză Barragem de Itaipu)                                                                | Rio Paraná             | Brazilia/ · Paraguay        | 1.350                          | [ I 30 ] [ 29 ]                     |
|                                     | Lacul Laforge 1 (în engleză Laforge-1 Reservoir) |         | Barajul hidrocentralei Laforge 1 (în engleză Laforge-1 generating station)                                                      | Laforge River          | Canada                      | 1.240                          | [ 30 ]                              |
|                                     | Lacul Stiegler's Gorge (în engleză Stiegler's Gorge Reservoir) |         | Barajul hidrocentralei Julius Nyerere (în engleză Julius Nyerere Hydropower Station)                                            | Râul Rufiji            | Tanzania                    | 1.200                          | [ 31 ]                              |
|                                     | Lacul Ilha Solteira (în portugheză Lago de Ilha Solteira) |         | Barajul hidrocentralei Ilha Solteira (în portugheză Usina Hidrelétrica de Ilha Solteira)                                        | Rio Paraná             | Brazilia                    | 1.195                          | [ I 31 ]                            |
|                                     | Lacul Votkinsk (în rusă Воткинское водохранилище, transliterat: Votkinskoe vodohranilișce)                                                                        |         | Barajul hidrocentralei Votkinsk (în rusă Воткинской ГЭС плотина, transliterat: Votkinskoi GIeS plotina)                         | Kama                   | Rusia                       | 1.120                          | [ I 32 ]                            |
|                                     | Lacul Yacyretá (în portugheză Lago de Yacyretá) |         | Barajul hidrocentralei Yacyretá (în portugheză Usina Hidrelétrica de Yacyretá)                                                  | Rio Paraná             | Argentina/ · Paraguay       | 1.100                          | [ I 33 ]                            |
|                                     | Lacul Novosibirsk (în rusă Новосибирское водохранилище, transliterat: Novosibirskoe vodohranilișce)                                                               |         | Barajul hidrocentralei Novosibirsk (în rusă Новосибирская ГЭС плотина, transliterat: Novosibirskaia GIeS plotina)               | Obi                    | Rusia                       | 1.090                          | [ I 34 ] [ 32 ]                     |
|                                     | Lacul Nijnekamsk (în rusă Нижнекамское водохранилище, transliterat: Nijnekamskoe vodohranilișce)                                                                  |         | Barajul hidrocentralei Nijnekamsk (în rusă Нижнекамская ГЭС плотина, transliterat: Nijnekamskaia GIeS plotina)                  | Kama                   | Rusia                       | 1.084                          | [ 33 ]                              |
|                                     | Proiectul de conservare a apei din Trei Defilee ale fluviului Yangtze (în chineză: 长江三峡水利枢纽工程, transliterat: Chángjiāng sānxiá shuǐlì shūniǔ gōngchéng) |         | Barajul celor Trei Defilee (în chineză: 三峡大坝, transliterat: Sānxiá dà bà)                                                   | Yangtze                | China                       | 1.084                          | [ 2 ] [ P 18 ] [ 34 ]               |
|                                     | Lacul Jebel Aulia (în arabă خزان جبل أولياء, transliterat: Khazaan jabal 'awlia')                                                                                 |         | Barajul Jebel Aulia (în arabă سد جبل أولياء, transliterat: Sadu jabal 'awlia')                                                  | Nilul Alb              | Sudan                       | 1.051                          | [ 35 ]                              |
|                                     | Lacul Danjiangkou (în chineză: 丹江口水库, transliterat: Dānjiāngkǒu shuǐkù)                                                                                      |         | Barajul Danjiangkou (în chineză: 丹江口水库的大坝, transliterat: Dānjiāngkǒu shuǐkù de dà bà)                                   | Han                    | China                       | 1.050                          | [ 2 ] [ P 13 ] [ 36 ]               |
|                                     | Lacul Três Marias (în portugheză Lago de Três Marias) |         | Barajul Três Marias (în portugheză Represa de Três Marias)                                                                      | São Francisco          | Brazilia                    | 1.040                          | [ 37 ]                              |
|                                     | Lacul Ceboksari (în rusă Чебоксарское водохранилище, transliterat: Ceboksarskoe vodohranilișce)                                                                   |         | Barajul hidrocentralei Ceboksari (în rusă Чебоксарская ГЭС, transliterat: Ceboksarskaia GIeS)                                   | Volga                  | Rusia                       | 1.009                          | [ I 35 ]                            |
|                                     | Lacul Fort Peck (în franceză Fort Peck Lake) |         | Barajul Fort Peck (în franceză Fort Peck Dam)                                                                                   | Missouri               | Statele Unite               | 976                            | [ 26 ]                              |
|                                     | Lacul de acumulare Kiev (în ucraineană Київське водосховище, transliterat: Kîiivske vodoshovîșce)                                                                 |         | Barajul hidrocentralei Kiev (în ucraineană Київська ГЕС, transliterat: Kîiivska HES)                                            | Nipru                  | Ucraina                     | 922                            | [ I 36 ]                            |
|                                     | Lacul Nechako (în engleză Nechako Reservoir) |         | Barajul Kenney (în engleză Kenney Dam)                                                                                          | Nechako, Kemano        | Canada                      | 910                            | [ 38 ] [ 2 ] [ P 23 ]               |
|                                     | Lacul Șardara (în kazahă Шардара су қоймасынан, cu alfabet latin: Şardara su qoimasynan)                                                                          |         | Barajul Șardara (în kazahă Шардара бөгені, cu alfabet latin: Şardara bögenı)                                                    | Sîrdaria               | Kazahstan                   | 900                            | [ 39 ]                              |
|                                     | Lacul El Chocón (în spaniolă Embalse El Chocón) |         | Barajul El Chocón (în spaniolă Represa El Chocón)                                                                               | Río Limay              | Argentina                   | 830                            | [ 40 ]                              |
|                                     | Lacul Luiz Gonzaga (Itaparica) [în portugheză Lago de Luiz Gonzaga (Itaparica)]                                                                                   |         | Barajul Luiz Gonzaga (în portugheză Barragem de Luiz Gonzaga)                                                                   | São Francisco          | Brazilia                    | 828                            | [ 41 ]                              |
|                                     | Lacul Atatürk (în turcă Atatürk Baraj Gölü) |         | Barajul Atatürk (în turcă Atatürk Barajı)                                                                                       | Eufrat                 | Turcia                      | 817                            | [ 42 ] [ 2 ] [ P 14 ]               |
|                                     | Lacul Pipmuacan (în engleză Pipmuacan Reservoir) |         | Barajul hidrocentralei Bersimis-1 (în engleză Bersimis-1 generating station)                                                    | Betsiamites River      | Canada                      | 803                            | [ I 37 ]                            |
|                                     | Lacul Itumbiara (în portugheză Lago da hidrelétrica de Itumbiara)                                                                                                 |         | Barajul hidrocentralei Itumbiara (în portugheză Usina Hidrelétrica de Itumbiara)                                                | Rio Paranaíba (Paraná) | Brazilia                    | 798                            | [ 43 ]                              |
|                                     | Lacul La Grande 4 (în engleză La Grande 4 Reservoir) |         | Barajul hidrocentralei La Grande 4 (în engleză La Grande-4 generating station)                                                  | La Grande River        | Canada                      | 765                            | [ I 38 ] [ P 36 ]                   |
|                                     | Lacul Hirakud (în hindi हीराकुंड जलाशय, transliterat: Heeraakund jalaashay)                                                                                            |         | Barajul Hirakud (în hindi हीराकुद बाँध, transliterat: Heeraakud baandh)                                                              | Fluviul Mahanadi       | India                       | 743                            | [ I 39 ]                            |
|                                     | Lacul Toledo Bend (în engleză Toledo Bend Reservoir) |         | Barajul Toledo Bend (în engleză Toledo Bend Dam)                                                                                | Sabine River           | Statele Unite               | 735                            | [ 44 ]                              |
|                                     | Lacul de acumulare Kaniv (în ucraineană Канівське водосховище, transliterat: Kanivske vodoshovîșce)                                                               |         | Barajul hidrocentralei Kaniv (în ucraineană Канівська ГЕС, transliterat: Kanivska HES)                                          | Nipru                  | Ucraina                     | 675                            | [ 45 ]                              |
|                                     | Lacul barajului Keban (în turcă Keban Baraj Gölü) |         | Barajul Keban (în turcă Keban Barajı)                                                                                           | Eufrat                 | Turcia                      | 675                            | [ I 40 ]                            |
|                                     | Lacul São Simão (în portugheză Lago da Usina Hidrelétrica de São Simão)                                                                                           |         | Barajul hidrocentralei São Simão (în portugheză Usina Hidrelétrica de São Simão)                                                | Rio Paranaíba (Paraná) | Brazilia                    | 674                            | [ 46 ]                              |
|                                     | Lacul Outardes 4 (în engleză Outardes-4 Reservoir) |         | Barajul Outardes 4 (în engleză Outardes-4 Dam)                                                                                  | Outardes River         | Canada                      | 652                            | [ 47 ]                              |
|                                     | Lacul Água Vermelha (în portugheză Embalse de Água Vermelha) |         | Barajul Água Vermelha (în portugheză Represa de Água Vermelha)                                                                  | Rio Grande (Paraná)    | Brazilia                    | 650                            | [ I 41 ]                            |
|                                     | Lacul Mead (în engleză Lake Mead) |         | Barajul Hoover (în engleză Hoover Dam)                                                                                          | Colorado               | Statele Unite               | 640                            | [ I 42 ]                            |
|                                     | Lacul Mingacevir (în azeră Mingəçevir su anbarı) |         | Barajul hidrocentralei Mingacevir (în azeră Mingəçevir SES)                                                                     | Kura                   | Azerbaidjan                 | 605                            | [ 8 ]                               |
|                                     | Lacul Eastmain (în engleză Eastmain Reservoir) |         | Barajele Eastmain-1, Eastmain-1-A și Sarcelle (în engleză Eastmain-1, Eastmain-1-A and Sarcelle Dams)                           | Eastmain River         | Canada                      | 603                            | [ 48 ]                              |
|                                     | Lacul de acumulare Kameanske (în ucraineană Кам'янське водосховище, transliterat: Kam'eanske vodoshovîșce)                                                        |         | Barajul hidrocentralei Kameanske (în ucraineană Середньодніпровська ГЕС, transliterat: Serednodniprovska HES)                   | Nipru                  | Ucraina                     | 567                            | [ I 43 ]                            |
|                                     | Lacul Srisailam (în hindi श्रीशैलम जलाशय, transliterat: Shreeshailam jalaashay)                                                                                       |         | Barajul Srisailam (în hindi श्रीशैलम बांध, transliterat: Shreeshailam baandh)                                                        | Krișna                 | India                       | 542                            | [ 49 ]                              |
|                                     | Lacul Assad (în arabă بحيرة الأسد, transliterat: Buhayrat al'asad)                                                                                                |         | Barajul Tabqa (în arabă سد الطبقة, transliterat: Sadu altabaqa)                                                                 | Eufrat                 | Siria                       | 525                            | [ 50 ]                              |
|                                     | Lacul Capivara (în portugheză Embalse de Capivara) |         | Barajul hidrocentralei Capivara (în portugheză Usina Hidrelétrica de Capivara)                                                  | Rio Paranapanema       | Brazilia                    | 515                            | [ I 44 ]                            |
|                                     | Lacul Kajrokum (Marea Tadjică) (în tadjikă Баҳри тоҷик, transliterat: Bahri toçik)                                                                                |         | Barajul hidrocentralei Kajrokum (în tadjikă Неругоҳи барқи обии Қайроқум, transliterat: Nerugohi ʙarqi oʙii Qajroqum)           | Sîrdaria               | Tadjikistan                 | 513                            | [ I 45 ]                            |

## Notă explicativă
1. ↑  Barajul hidrocentralei Kahovka a fost distrus prin dinamitare la 6 iunie 2023, în încercarea de a întârzia contraofensiva armatei ucraineene în Regiunea Herson